# Жак, Вальтер Людвигович
Вальтер Людвигович Жак (1878—1939) — пастор и миссионер. Потомок французских гугенотов, бежавших от религиозных преследований в Германию. Окончил университеты Берлина и Галле, получив высшее богословское образование, и в 1906 году прибыл в Россию как миссионер от магдебургской немецкой миссии. В. Л. Жак прекрасно владел русским языком.
В селе Астраханке (Украина) он основал Учительскую семинарию. Выбор места для Библейской школы был неслучаен: среди 4,5-5 тысяч жителей здесь преобладали молокане, среди которых была группа в несколько сотен новомолокан, на богословие которых оказал сильное влияние евангельский протестантизм. По воспоминаниям баптиста Ивана Непраша, преподававшего в ней, задачей семинарии была подготовка «верующих учителей для истинно христианского воспитания школьной молодежи». Покровительство ей оказывал Зиновий Данилович Захаров — лидер новомолокан и депутат Государственной Думы (1907—1912). В некоторых источниках семинария называется «библейской школой» и «духовной семинарией».
К открытию школы В. Л. Жак уже имел опыт преподавателя в Лихтерфельде и в октябре 1906 года был рукоположен в Магдебурге на миссионерское служение в России. В первом наборе школы Астраханки было 12 учеников в возрасте 13-16 лет. Школа получила временное разрешение от губернатора Таврии. Однако уже перед Рождеством 1907 года школа была зарыта властями на три месяца по обвинению в «германизации» населения. Захарову, как попечителю, удалось добиться её повторного открытия в феврале 1908 года. Сильное противодействие семинарии оказывал таврический инспектор (с 1910 года — директор) народных училищ Маргаритов, при этом основные удары приходились по Жаку.
Живя в Астраханке, Жак стал инициатором сбора и последующего открытия в селе почты, затем аптечного пункта и больницы. Учительская семинария Жака действовала до 1911 года, когда была окончательно закрыта по настоянию местных властей. Жак остался в России, ему было запрещено проповедовать среди русскоязычного населения. 

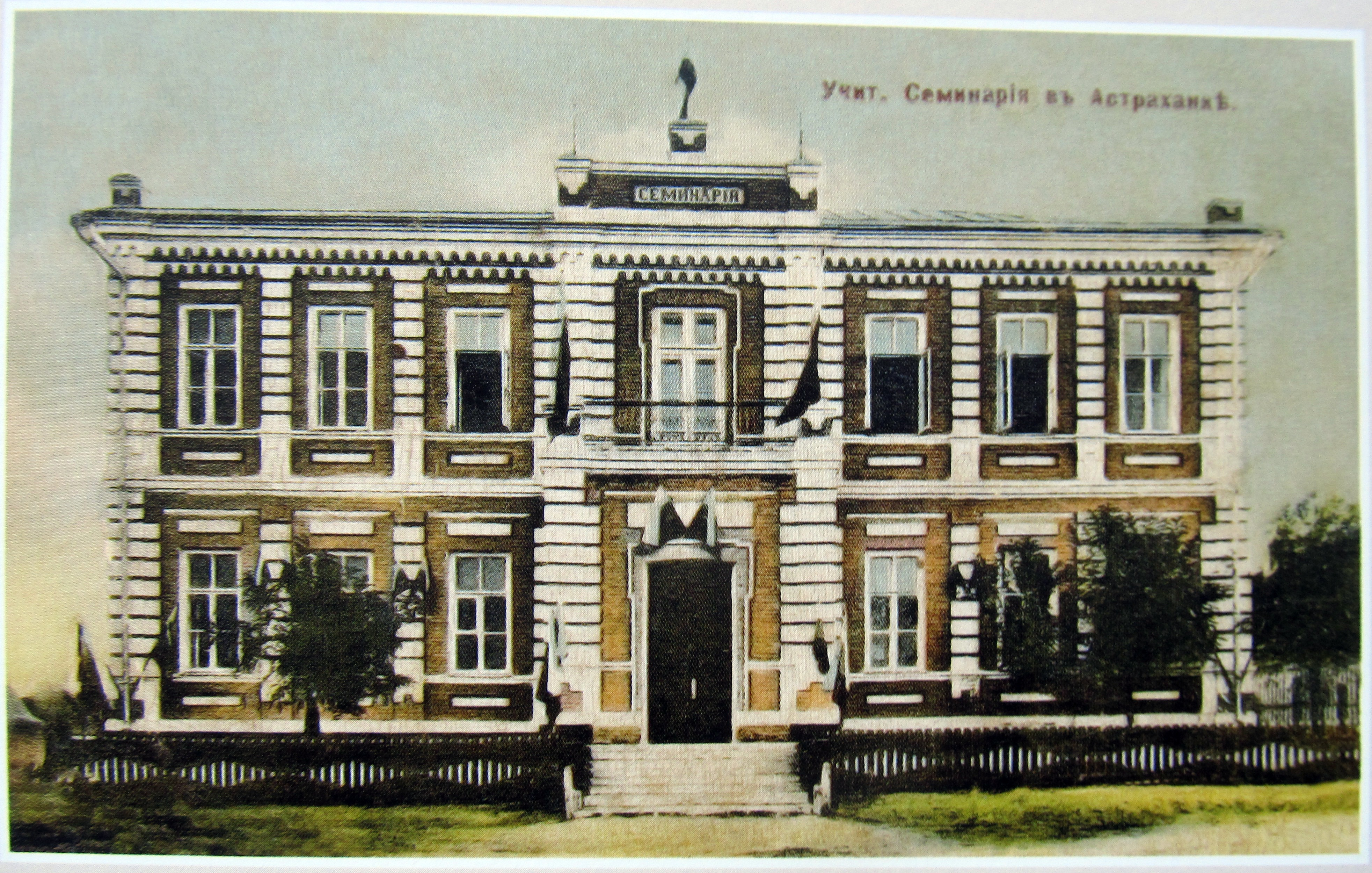
Семинария в Астраханке

В. Л. Жак участвовал в работе евангельского издательства «Радуга» в немецко-меннонитской колонии Гальбштадт (ныне город Молочанск). Будучи реформатским пастором и не состоя официально во ВСЕХ, был сподвижником И. С. Проханова. 
В годы Первой мировой войны он был интернирован и выслан в северные районы России. Миссионерское служение он смог возобновить в 1918 году, вернувшись разъездным проповедником на юг России, и в том же году выехал в Германию.
В 1920 году вместе с Яковом Крекером организовал Миссионерский союз «Свет на Востоке» для духовной и материальной поддержки служителей в России и за рубежом. В 1937 году на съезде евангельских христиан в Варшаве был избран почётным председателем Всемирного союза евангельских христиан.